# Hollis Conway
Hollis Conway (* 8. ledna 1967, Chicago) je bývalý americký sportovec, který se věnoval atletické disciplíně skok do výšky. Je dvojnásobným olympijským medailistou. Má stříbro z letních her v Soulu 1988 a bronz z olympiády pořádané v roce 1992 v Barceloně, kde společně s ním získal bronz také Polák Artur Partyka a Australan Tim Forsyth.
V roce 1986 získal na prvním juniorském mistrovství světa v Athénách stříbrnou medaili, když prohrál jen s Kubáncem Javierem Sotomayorem. V roce 1989 vybojoval na světové letní univerziádě v tehdy západoněmeckém Duisburgu stříbro. O dva roky později na univerziádě v Sheffieldu již získal za výkon 237 cm zlatou medaili. V roce 1991 se stal také halovým mistrem světa a na MS v atletice v Tokiu vybojoval výkonem 236 cm bronzovou medaili.

## Osobní rekordy
- hala – 240 cm – 10. března 1991, Sevilla - (národní rekord)
- venku – 239 cm – 30. července 1989, Norman